# Laniarius funebris
Laniarius funebris là một loài chim trong họ Malaconotidae.